# Naturschutzgebiet Tongruben am Ratinger Weg
Das Naturschutzgebiet Tongruben am Ratinger Weg liegt auf dem Gebiet der kreisfreien Stadt Düsseldorf in Nordrhein-Westfalen.
Das Gebiet erstreckt sich nordöstlich der Kernstadt von Düsseldorf am nördlichen Ortsrand des Düsseldorfer Stadtteils Gerresheim. An drei Seiten ist das Naturschutzgebiet von Wohnbebauung umgeben, nur nach Nordwesten öffnet sich die freie Landschaft und dort schließen sich der „Wildpark im Grafenberger Wald“ und die „Golfanlage Düsseldorf Grafenberg“ an.

## Beschreibung
Das etwa 3 ha große Gebiet mit der Schlüsselnummer D-005 wurde im Jahr 1983 unter Naturschutz gestellt.

„Das […] Schutzgebiet umfasst Böschungsbereiche der ehemaligen Ton- und Lehmgrube an der Bergischen Landstraße (Bundesstraße 7)/ Ratinger Weg. […]
Der Abbau von Lehm und Ton in diesem Gebiet ist seit Jahren eingestellt. Die Natur konnte sich seitdem relativ ungestört entwickeln. Das Gelände weist ein kleinteiliges Mosaik von trockenen bis feuchten Standorten auf. Der Lössaufschluss bietet einen Einblick in die Erdgeschichte.“

„In der westlichen Grubensohle wachsen in den stark beschatteten Bereichen in einer Rinne und an der Steilwand größere Bestände der Farne Hirschzunge und Schildfarn, welche den Schluchtwaldcharakter anzeigen. Der Boden hat ein ausgeprägtes Kleinrelief mit lehmig feuchtem, stellenweise nassem Boden. Die Waldränder sind in der Regel gut mit Saum- und Mantelgesellschaften ausgebildet.“

„Schutzzweck
Die Festsetzung erfolgt […]
1. zur Erhaltung der südwest- bis südostexponierten Lösslehmsteilwände als Lebensstätte für unter anderem Erd- und Grabwespen, Reptilien, Schmetterlinge sowie Gliederfüßer und
2. wegen der geowissenschaftlichen Bedeutung des Gebietes.

Zur Erhaltung der von Reptilien benötigten besonnten Hangflächen. Art und Umfang der Pflegemaßnahme soll durch den Biotopmanagementplan näher geregelt werden.
1. Müll und Unrat sind zu beseitigen.
2. Die Verbuschung ist gruppenweise außerhalb der Vegetationszeit auf den Stock zu setzen.
3. Das Gebiet ist durch Einzäunung vor dem Betreten zu sichern.“

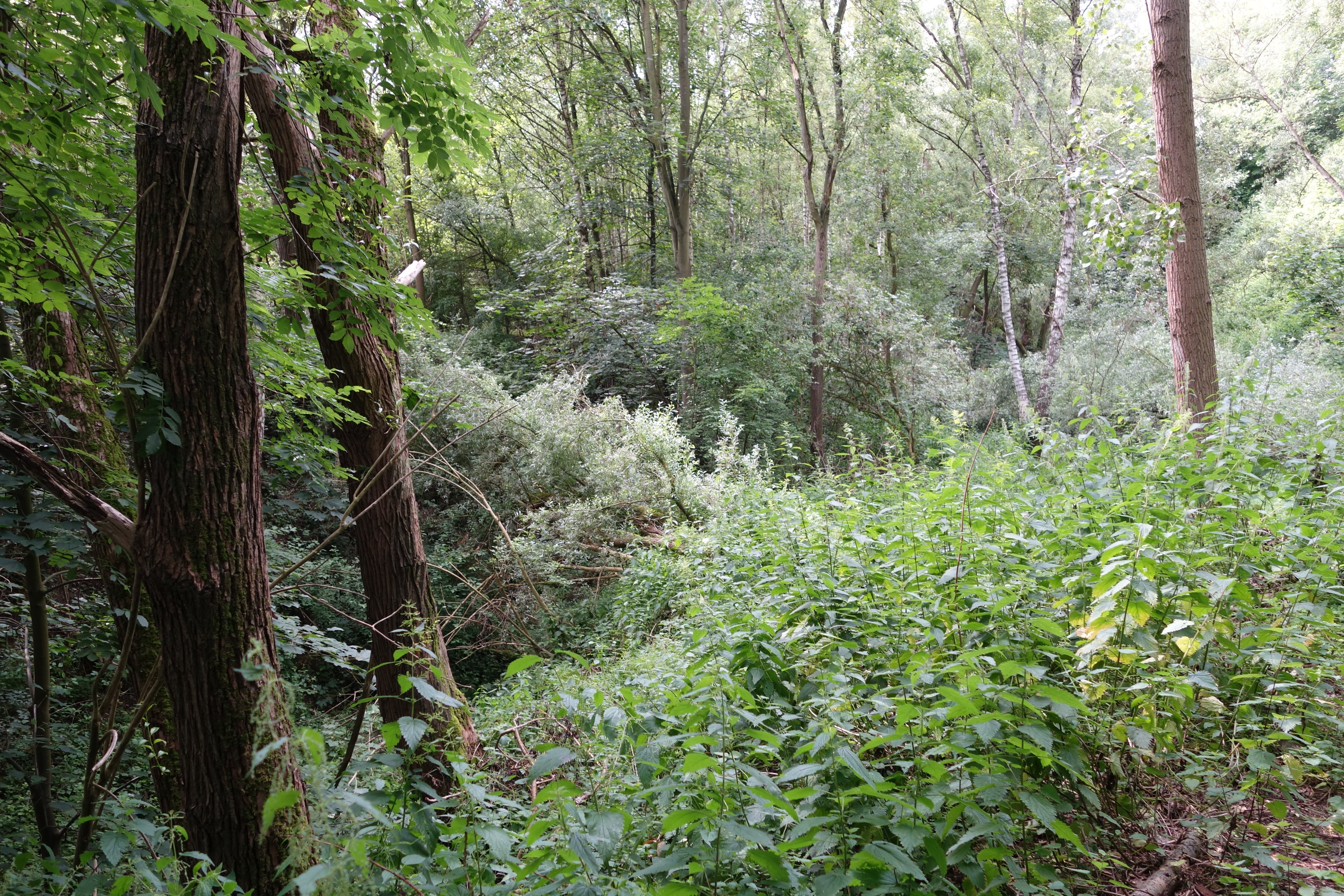
NSG Tongruben am Ratinger Weg
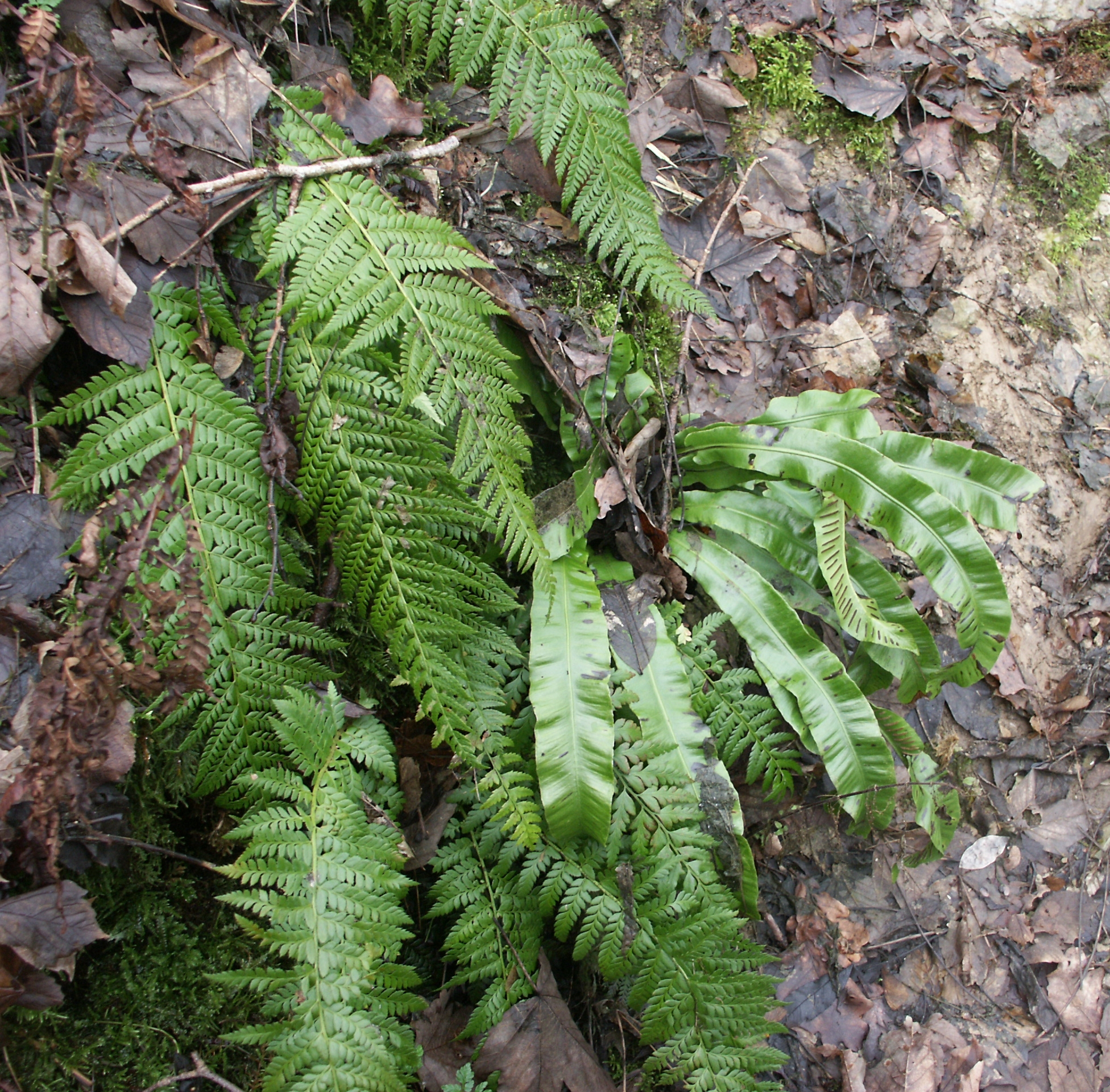
Hirschzungenfarn u. Gelappter Schildfarn (Foto:Bernd Haynold)
Lehmwespe beim Nestbau
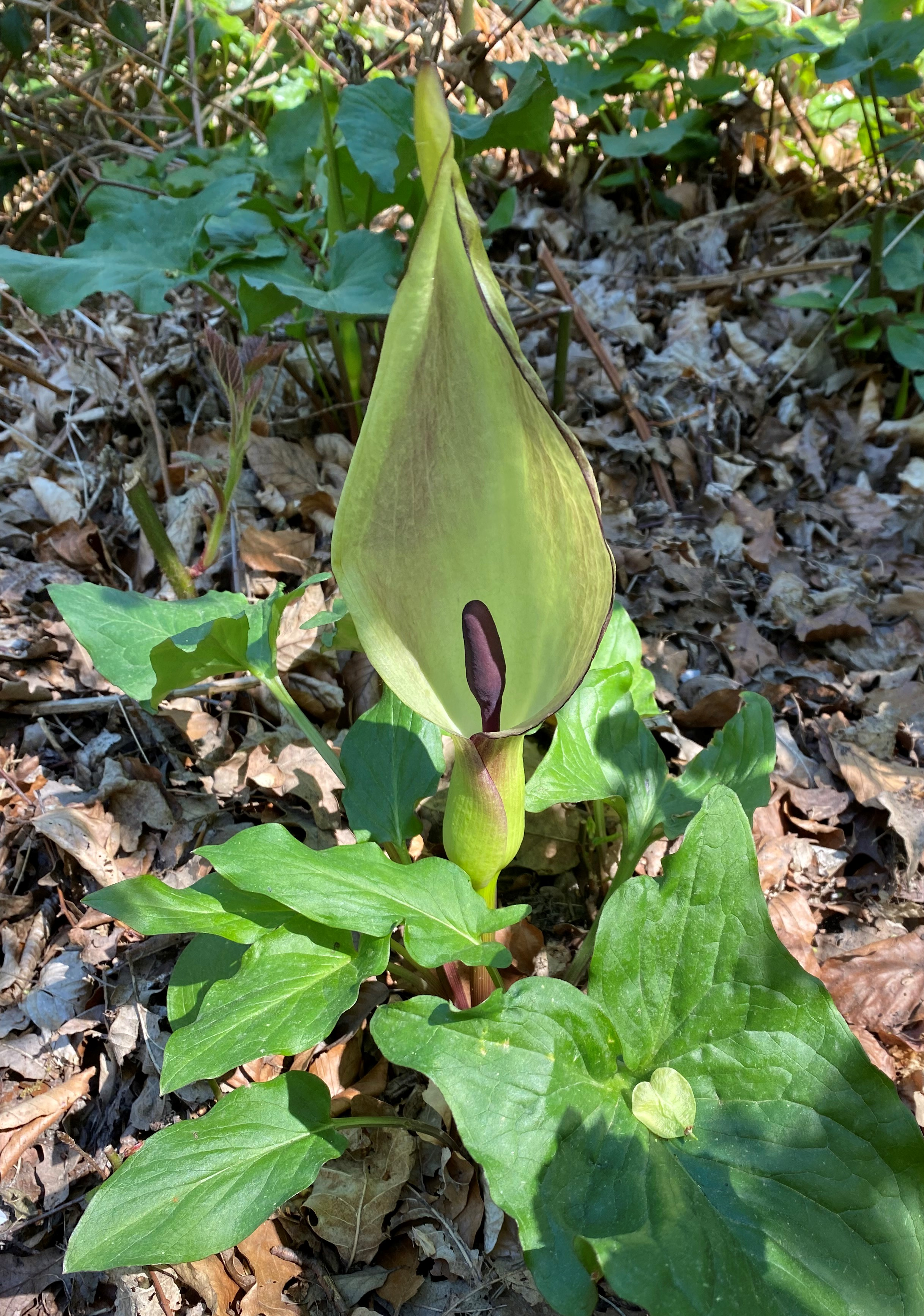
Gefleckter Aronstab (Arum maculatum) in Blüte
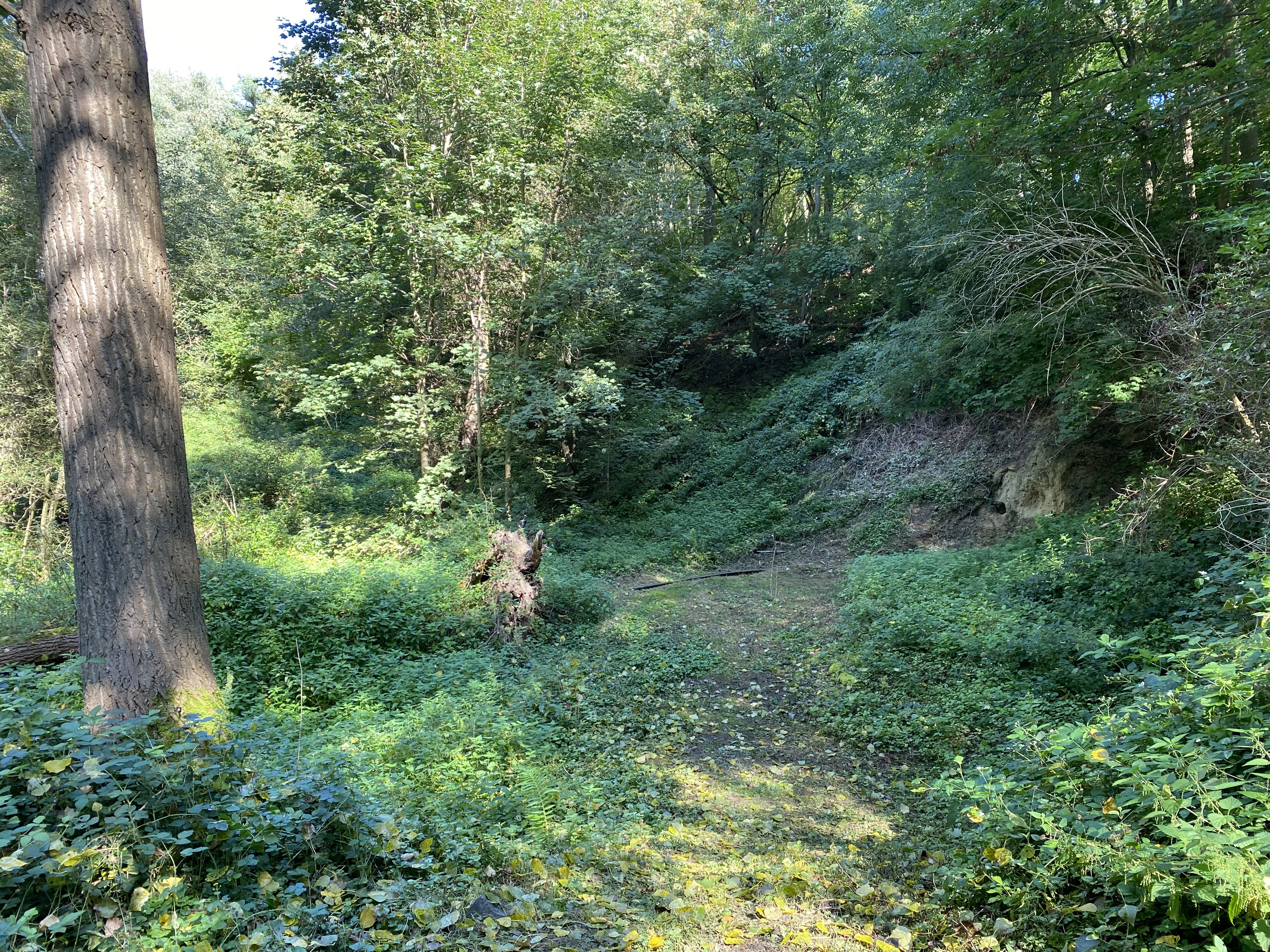
Tongrube mit kleinem, freigelegten Teil der ehem. Lösswand
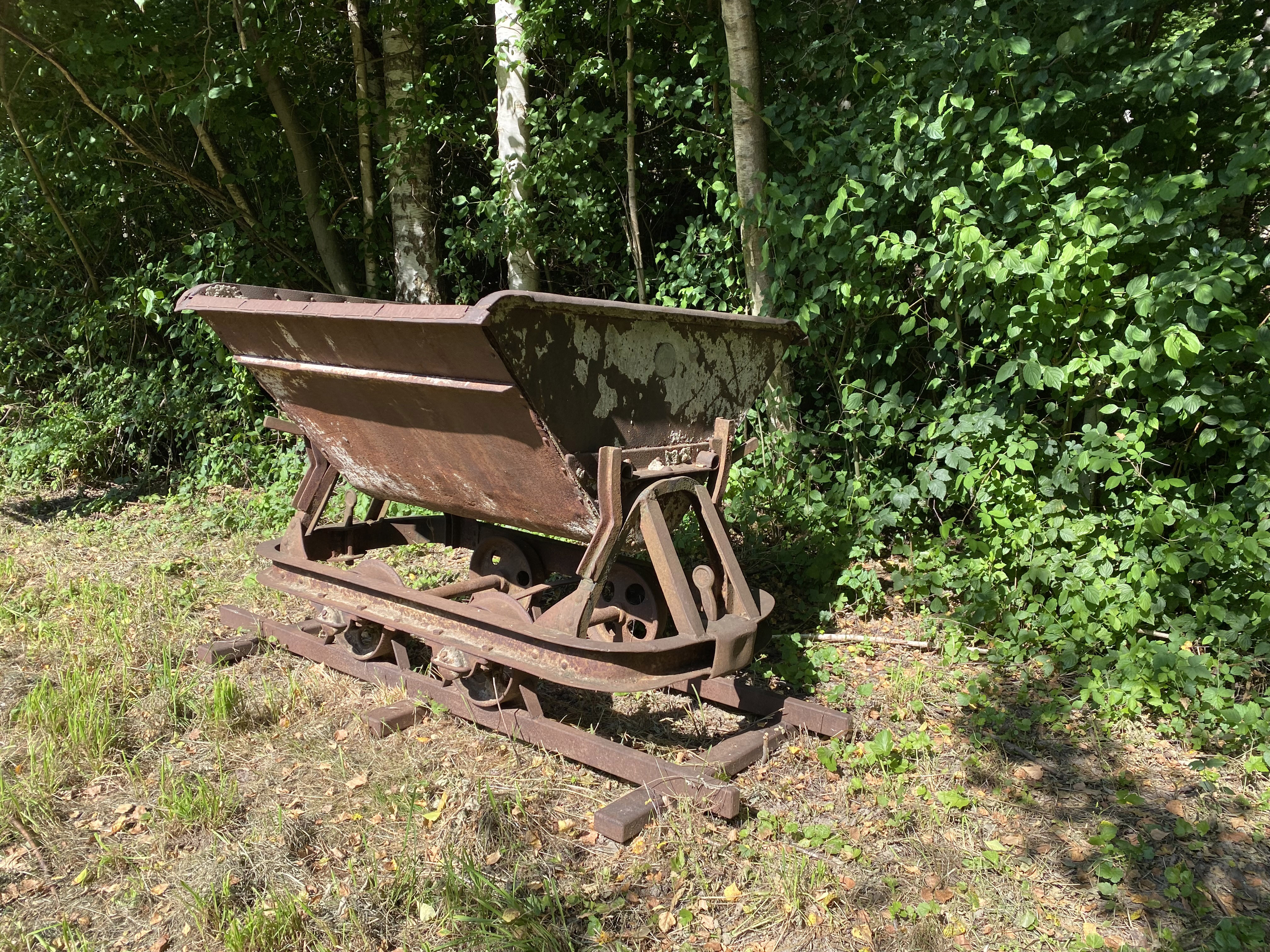
ehem. Lore zum Lössabtransport